# Хварбеті
Хварбеті (груз. ხვარბეთი) — село в муніципалітеті Озурґеті, мхаре Гурія, Грузія.
Розташоване на правому березі річки Натанебі. Висота — 80 м над рівнем моря. Відстань від центру муніципалітету Озургеті — 9 км, за 3 км від мерії. В селі є церква.